# V. I. Lénine à Razliv en 1917
V. I. Lénine à Razliv en 1917 (en russe : В. И. Ленин в Разливе в 1917 году) est un tableau du peintre russe soviétique Arkadi Rylov, réalisé en 1934. Il existe deux versions dans les collections du Musée russe. À l'époque soviétique, l'étude de ce tableau était recommandée pour les cours de langue russe. Selon les historiens d'art, la toile combine la peinture de paysage et la peinture de genre historique, la poésie et le style monumental. C'est l'une des meilleures œuvres de Rylov dans sa période de création tardive.

## Histoire de la création du tableau et sa destinée
Le séjour illégal de Vladimir Lénine à Razliv l'été 1917 est l'un des sujets principaux sur des thèmes léninistes dans les beaux-arts soviétiques. Ce thème est spécifiquement mis à l'étude dans la peinture (tableaux : Lénine et Staline à Razliv de Nikolaï Joukov, durant les années 1940, Lénine à Razliv d'Arkadi Plastov, 1948, Lénine à Razliv de Koukryniksy, 1949, I. M. Sverdlov chez Lénine à Razliv d'Alexandre Lioubimov, 1937, G. K. Ordjonikidze chez Lénine à Razliv de Vladimir Serov, 1953, Lénine à Razliv d'Evgueni Chchterbakov, 1953, V. Lénine à Razliv de Gueorgui Kiantchenko, 1950, et beaucoup d'autres) et s'inscrit dans la conception de la formation d'un canon esthétique de l'image du leader du parti, de la révolution, du penseur à l'échelle mondiale.
À l'époque soviétique, l'attrait d'Arkadi Rylov pour l'histoire de la révolution et les réalisations soviétiques des années 1930 était attribuée à la fascination de l'artiste pour la nouvelle vie. Mais dès la seconde moitié des années 1920, les commandes publiques se sont multipliées en vue de stimuler la création de tableaux liés à la propagande pour le régime. La peinture de paysage était toutefois considérée comme une forme d'art apolitique. Rylov était en premier lieu un peintre de paysage, mais la situation dans laquelle l'art se trouvait lui pesait. Dans une de ses lettres à un ami paysagiste, il écrit : « Je ne souhaite pas penser à la société ni aux expositions. Bien sûr, Vous et moi ne sommes pas nécessaires pour le moment. Mais que faire ? Cette façon de penser me pèse aussi parfois. C'est pourquoi je ne veux pas l'afficher. »
Dans les années 1930, Rylov tente de combler le fossé entre le public et la critique d'art officielle, de se rapprocher du processus principal de la vie artistique soviétique. C'est l'une des raisons pour lesquelles il accepta cette commande d'un tableau Lénine à Razliv (1934). La commande provenait du département du travail politico-culturel et éducatif (Soviet de la ville de Leningrad ou Lensoviet). Rylov écrit dans les médias des articles sur la création du tableau dans un style éminemment pathétique : « Je voulais donner une image de Lénine, génie de la révolution, marchant fièrement au devant de la tempête, dont la force titanesque secoue le monde. » Dans une lettre à son ami peintre Constantin Bogaïevski, il parle de son tableau sur un tout autre ton : « Le Soviet de Leningrad (Lensoviet) m'a commandé un tableau sur le thème de Lénine à Razliv, et j'ai imaginé la composition immédiatement. Cela a plu aux communistes. Ils ne s'attendaient pas à une telle interprétation du paysage et surtout de la part d'un vieil homme comme moi. » La peinture de Rylov a donné une impression favorable et a été reproduite plusieurs fois par l'artiste lui-même sur commande de plusieurs musées et institutions. Le peintre a su conserver la continuité des paysages et la liberté de genre propre à sa peinture. Les critiques d'art contemporains remarquent l'interprétation romantique du thème, dans lequel c'est le paysage qui joue un grand rôle plutôt que l'histoire révolutionnaire, ce qui a suscité un grand intérêt pour la toile dans les années 1930.
Le Musée russe présente deux variantes du tableau. Ils datent tous deux de 1934. La technique est identique pour les deux : peinture à l'huile sur toile. Une variante mesure 105 sur 170 cm, elle est datée et signée « А. Рылов 1934 ». La copie par l'auteur au même musée mesure 126,5 sur 212 cm (selon d'autres données 126,5 sur 174 cm). Une troisième variante est la propriété du Palais Vorontsov au zapovednik d'Aloupka. En 1935, Rylov créa une copie pour la Maison Benois, musée S. Kirov (ru) à Léningrad.
Des esquisses et des études préparatoires ont été conservées qui reflètent les projets du peintre à différents stades de son travail sur la toile. L'une d'elles, d'une dimension de 14,6 × 17,8 cm, se trouve dans la collection du Musée russe : elle est réalisée à l'huile sur toile et représente un ciel couvert au-dessus du lac.
Lors des expositions personnelles de l'artiste en 1934, qui ont eu lieu à Moscou et à Leningrad, Rylov a reçu des éloges de la part de la critique qui a remarqué la profondeur du contenu alliée à la nouveauté de la forme de sa toile sur Lénine. Cela lui a valu l'intérêt du public et de la presse en général. Dans ses Mémoires, le peintre écrit : « Les collaborateurs des journaux et les critiques d'art m'ont assailli. Ils s'intéressent surtout à Lénine à Razliv. J'ai, ces derniers temps, acquis une compétence qui m'a permis de parler sous tous ses aspects de la création de cette toile ». En 2017, le tableau et les études ont été présentés au Château des Ingénieurs lors d'une exposition sur l'artiste qui regroupait des tableaux des collections de la galerie Tretiakov du Musée de peinture Isaac Brodski (ru) et de collections privées.
À l'époque soviétique, le tableau était recommandé dans le cadre des cours d'initiation à la langue russe. Les étudiants étaient invités à écrire des compositions sur le sujet de la toile. L'article destiné aux enseignants intitulé Le russe à l'école, publié en 1984, analysait en détail l'image et donnait des recommandations à l'enseignant pour faire travailler les élèves sur le sujet de la toile.

## Sujet du tableau et caractéristiques artistiques

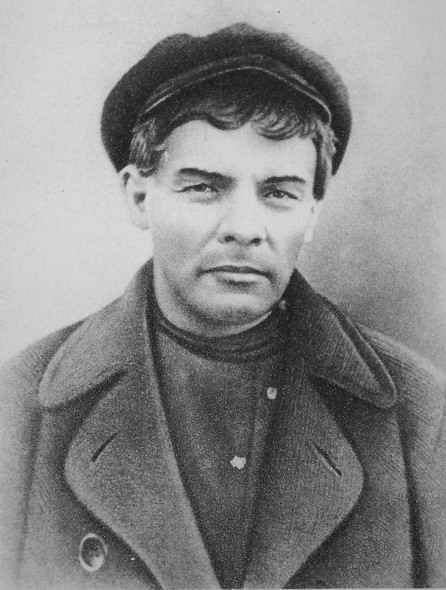
Dmitri Lechchtenko (1876-1937). Lénine, sans barbe ni moustache, déguisé en cheminot (K. Ivanov), photographié en août 1917

L'intrigue du tableau est basée sur les évènements réels qui se sont produits lors de l'été 1917. Après les journées de juillet 1917 à Saint-Pétersbourg, le Gouvernement provisoire a donné l'ordre d'arrêter les dirigeants du parti bolchévik. Selon certaines informations, acceptées par les historiens soviétiques, le commandant des troupes du district militaire de Saint-Pétersbourg, le général Piotr Polovtsev (ru), a ordonné d'arrêter Lénine et de le fusiller sur place. Lénine est alors passé en situation illégale en se cachant.

### Lénine à Razliv

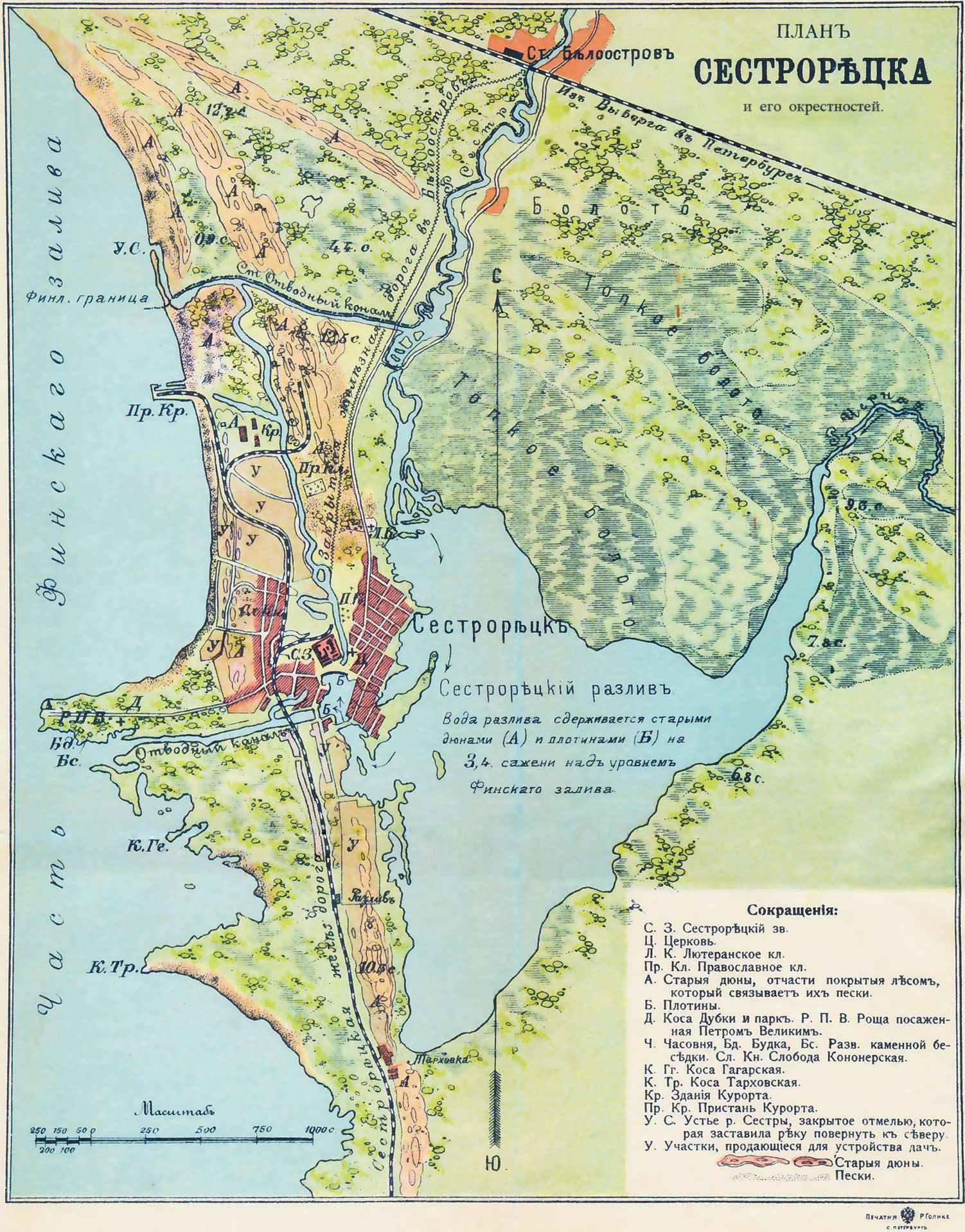
Plan de Sestroretsk, du lac de Razliv et du raïon de Razliv sur la bande de terre entre le lac et le Golfe de Finlande

Dans la nuit du 22 juillet 1917 au 23 juillet 1917, Lénine s'est rendu de Petrograd au lac de Razliv, caché dans une meule de foin. Il se rend avec Grigori Zinoviev chez Nikolaï Emelianov (ru), travailleur révolutionnaire de l'usine d'armement de Sestroretsk (ru) qui vivait dans un hangar en attendant la rénovation de sa maison (selon d'autres versions, il prête sa maison à des « villégiateurs »). Après la révolution de Février, les ouvriers de l'usine locale ont réussi à établir une administration autonome et armée à Sestroretsk et dans les environs. Les gardes rouges de l'usine comptaient jusqu'à plus de mille personnes ; les forts et les unités militaires environnants soutenaient les bolcheviks. Lénine et Zinoviev vivent dans un fenil, mais après l'apparition inattendue d'un détachement de soldats soutenant le gouvernement provisoire, ils se sont installés de l'autre côté du raïon de Razliv, dans une hutte de paille. Dans cette hutte en paille, Lénine écrit son ouvrage Sur la situation politique, un article Aux slogans et travaille à son livre L'État et la Révolution. Lénine et Zinoviev fauchaient le foin, se baignaient dans le lac. Zinoviev essayait de chasser, mais il a vite abandonné après une rencontre inattendue avec le garde forestier à une période où la chasse n'était pas encore ouverte. Le principal problème, selon les souvenirs d'Evdokimov, c'étaient les moustiques. Parfois, les fuyards étaient pris de peur : « Au matin, nous entendons tout à coup des tirs qui se rapprochent et redoublent très près de nous. Cela nous a fait croire que nous étions cernés. Les tirs se rapprochaient encore. Nous nous décidons à sortir de la hutte. Une fois dehors nous rampons vers un petit buisson. Nous nous éloignons de deux verstes de la hutte. Les tirs se poursuivent. Plus loin, nous trouvons une grand-route, mais nous n'avions nulle part où aller. Je me souviens des paroles de Vladimir Ilitch dites non sans émotions : « Eh bien, il me semble maintenant qu'il ne reste plus qu'à savoir comment mourir », écrira plus tard Grigori Zinoviev. Au début du mois d'août, après la période de la fenaison et le début de la saison de la chasse, il devenait dangereux de rester dans cette hutte le long du lac de Razliv. Il commençait à pleuvoir et la température était plus basse. Le comité central du parti a décidé de transférer Lénine en Finlande. Des maquisards expérimentés sont chargés du transfert : ce sont Alexandre Chotman et Eino Rahja. Entre le 21 août 1917 et le 22 août 1917, Lénine quitte sa hutte de Razliv et, accompagné d'Emalianov, de Chotman et de Rakhia, part en train vers la Finlande. Lénine est déguisé en chauffeur de la locomotive n° H2-293 (ru) à côté du machiniste Hugo Ialava,.

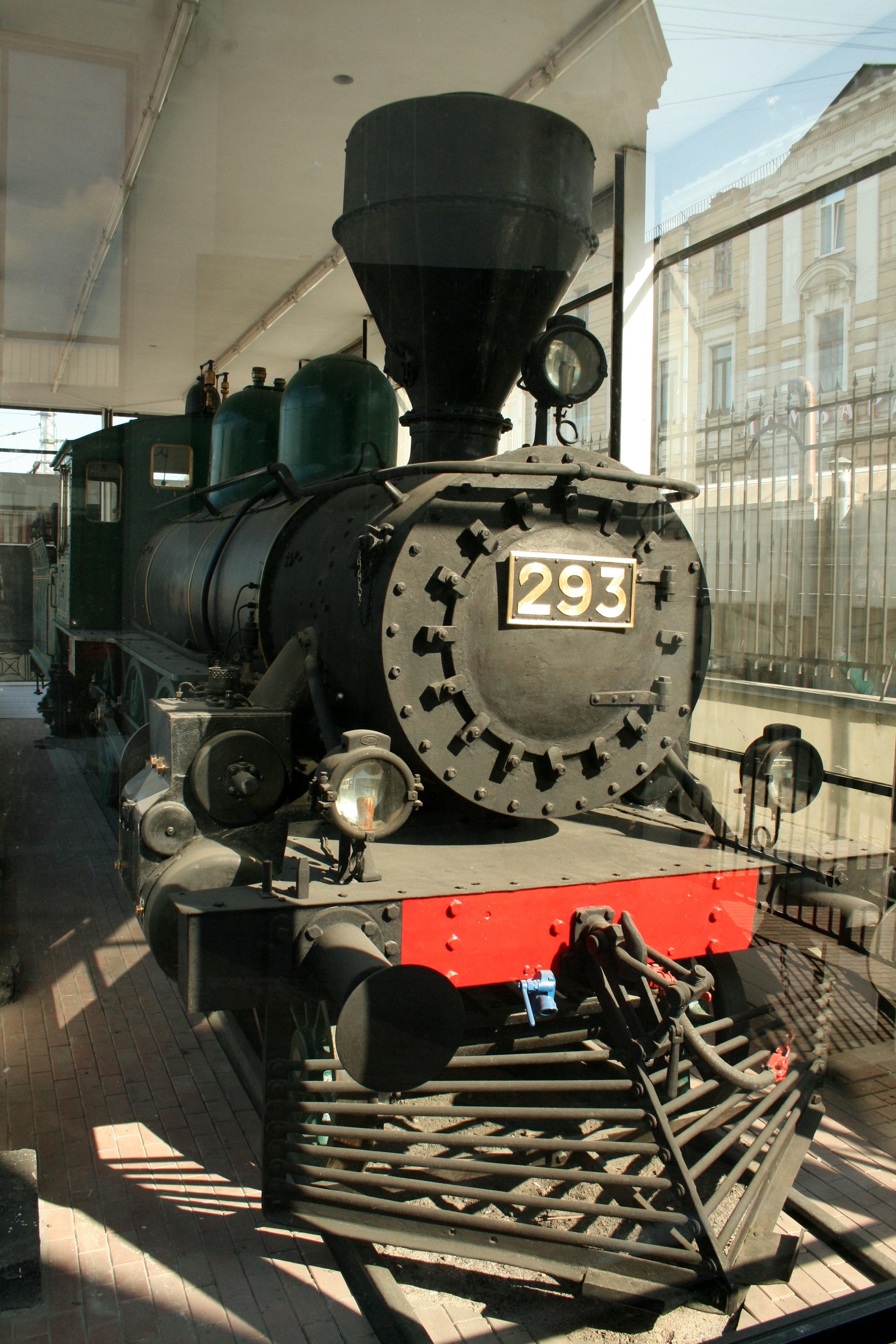
La locomotive M-293 avec laquelle Lénine a fui vers la Finlande en Août 1917

Sur les tableaux d'artistes soviétiques qui ont développé le thème de « Lénine à Razliv », on ne trouve pas Grigori Zinoviev. C'est qu'au milieu des années 1930, ce dernier était considéré comme un ennemi du peuple et ne pouvait pas apparaître à côté de Lénine. Ce dernier est représenté selon les canons artistiques de l'époque : avec barbe et moustache, bien que selon la légende l'apparence extérieure de Lénine ait été modifiée davantage. Staline lui a personnellement coupé la moustache et la barbe (Lénine ne se décidait pas à la faire lui-même). « Voilà maintenant c'est bien. Je ressemble à un paysan finlandais et il est peu probable qu'on me reconnaisse », s'est exclamé Lénine. Il emprunte à Sergueï Allilouiev (ru) un manteau et une casquette. Les gens habitués à voir Lénine en costume et chapeaux achetés à Stockholm ne le reconnaissaient plus. Grigory Ordjonikidze a raconté que lorsque le fils d'Emelianov le conduisit chez Lénine «… il est venu et a salué, il était rasé, sans barbe ni moustache… et il s'est avéré que c'était pourtant le camarade Lénine… ». Avant qu'ils ne quittent la hutte de Razliv, le camarade Dmitri Lechchtenko de Pétrograd a réussi à dénicher des perruques pour Lénine et Zinoviev (la police interdisait la location ou la vente de perruques en l'absence de documents certifiant la nécessité particulière de les utiliser) sur base de certificats établis par le cercle théâtral des ouvriers du chemin de fer. Lechchtenko a photographié Lénine et Zinoviev avec leur nouvel accoutrement pour établir de faux passeports. Les photos de Lénine ont été conservées et diffusées largement dans les années 1930. Les artistes utilisaient par contre l'image familière de Lénine et non pas celle qu'il s'était composée pour s'enfuir incognito.
Pendant son séjour à Razliv, Lénine suivait de près l'évolution des évènements à Petrograd. Dès que la nuit tombait, les camarades apportaient des informations et recevaient des instructions. Passaient ainsi à Razliv : Iakov Sverdlov et Félix Dzerjinski. Emelianov ne mentionne jamais une visite de Joseph Staline à Lénine. Toutefois, en 1935, quand son fils et son épouse furent arrêtés et après qu'il eut été interrogé par les forces de l'ordre, Emelianov, âgé de 64 ans, s'est « souvenu » que Staline avait rendu visite deux fois à Lénine. 
Le transfert de Lénine devait se faire par bateau à travers le lac de Razliv. Lénine attendait avec impatience l'arrivée de l'agent de livraison à l'heure prévue. C'est précisément ce moment que le peintre Arkadi Rylov a choisi pour représenter Lénine sur son tableau.

### Particularités artistiques du tableau
Le peintre s'est préparé soigneusement à travailler à son tableau : il se rend plusieurs fois à Razliv, traverse le lac en barque, débarque sur le rivage où se trouvait jadis la hutte de Lénine. Différentes variantes des croquis montrent comment l'image du chef du parti bolchevik s'est modifiée dans l'esprit du peintre. D'un personnage réfléchi et contemplatif, il le transforme en un personnage volontaire et énergique. Les croquis représentant le ciel, les prairies et les nuages montrent le travail sérieux sur le paysage. L'artiste a cherché à créer une œuvre monumentale associée à un contenu idéologique sérieux.
Rylov a consciencieusement abordé le travail sur le tableau, mais n'est pas arrivé immédiatement à fixer la version finale qu'il adopterait. Au début, Rylov pensait représenter Lénine à côté de la hutte, puis il a abandonné cette idée. Selon les souvenirs de l'artiste lui-même, il obtenait alors une illustration pour un manuel d'histoire ou un tableau de genre et pas la composition monumentale qu'il avait souhaitée. Il pensait même abandonner la commande reçue. Dans ses mémoires, il raconte que la décision finale concernant la composition lui a été suggérée par son neveu, le compositeur Mikhaïl Ioudine (ru).
À ce propos, il écrit dans ses mémoires :

« … Je me suis lancé dans une grande esquisse de Lénine, marchant contre le vent sur les rives d'un lac tumultueux. Lénine attend avec émotion le camarade qui doit venir de la ville porteur des nouvelles, dès que l'obscurité de la nuit tombera. Ce génie de la révolution, je voulais le représenter marchant contre le vent, la tête nue, le visage et la démarche exprimant la confiance. »

L'émotion de Lénine et la tension du moment se font sentir à la fois à travers le paysage et dans les traits du visage du personnage. Les nuages balaient le ciel et la brise souffle sur les arbres robustes, et dans la lutte entre ces forces naturelles, la figure de Lénine s'avance à la rencontre du vent et de l'inconnu, avec la ferme détermination d'emporter la victoire au nom du monde futur. Les eaux houleuses du lac et le ciel à l'allure inquiétante symbolisent une tempête, dont la force titanesque va secouer le monde entier. Le peintre met brutalement en évidence la silhouette sombre de Lénine sur fond de ciel de couleur orange inquiétante. Les rayons du soleil couchant imprègnent les nuages de teintes violacées. C'est la tombée du jour. Au-dessus de la ligne d'horizon, Rylov laisse une étroite bande de ciel, dont la teinte jaune donne une tension à la composition. Les objets perdent la clarté de leurs contours et se noient peu à peu dans l'obscurité. Le vent soulève la crête blanche des vagues, fait trembler les buissons, soulève les pans du manteau du héros de la toile. Lénine ne remarque rien de tout cela et scrute intensément le large. Cette interprétation du tableau s'inscrivait bien dans le cadre idéologique de l'ère soviétique. Les critiques d'art Galeieva et Kouznetsova notent que la tête haute de Lénine, ses mouvements impétueux, sa concentration volontaire donnent une impression de grande force au leader du parti bolcheviste, et montrent sa détermination et son intransigeance dans la lutte.

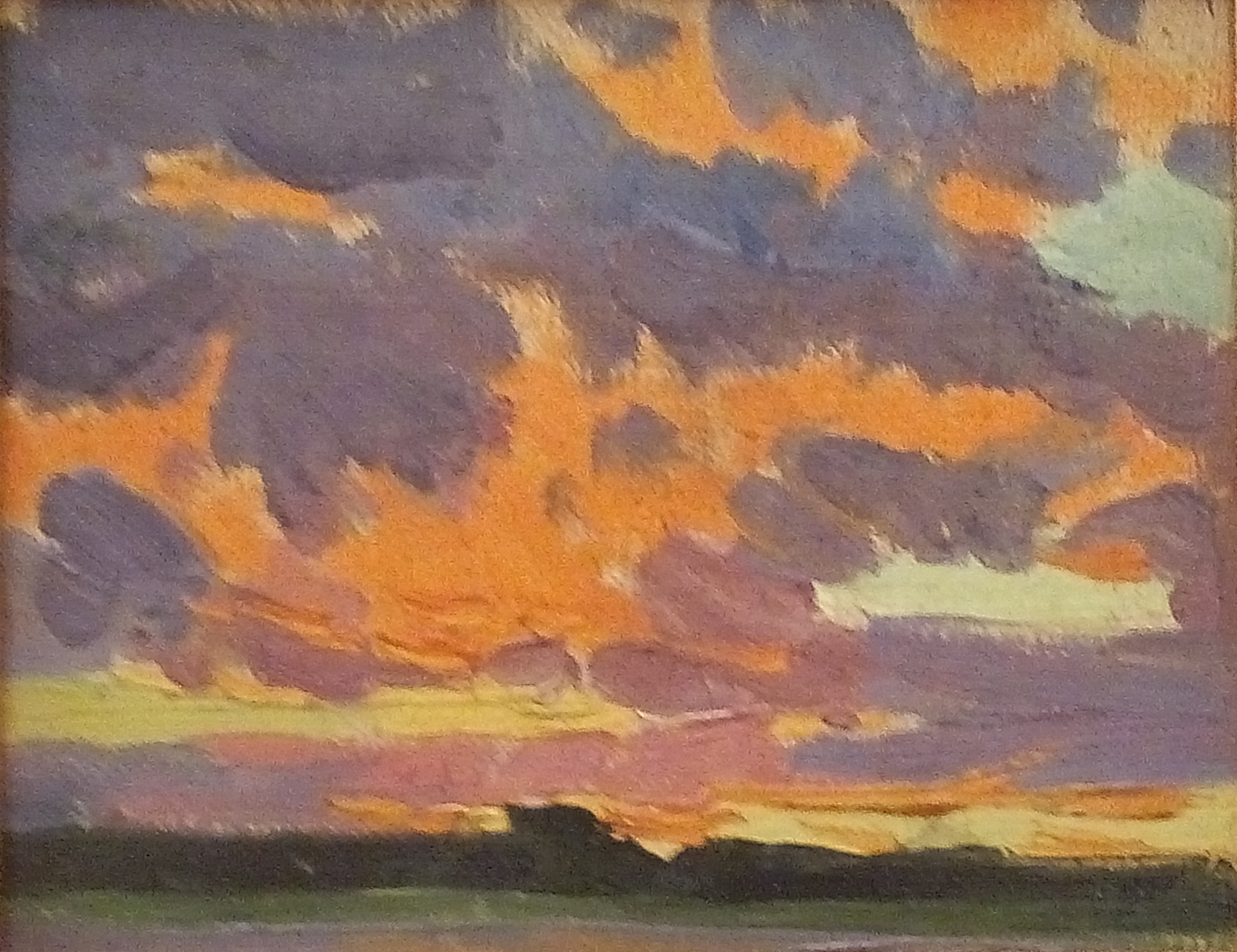
Arkadi Rylov. Lénine à Razliv, 1934. Étude (Musée russe)

Le critique d'art soviétique Alekseï Fiodorov-Davydov observe que si l'on divise la toile en quatre parties verticales égales, la figure de Lénine se trouve entièrement dans la deuxième partie en commençant par la droite. Devant lui s'ouvre l'espace du paysage, égal à la moitié de la longueur de toute la toile. Cela renforce la dynamique du tableau sur laquelle est construite sa composition : Lénine regarde attentivement au loin dans l'attente d'un évènement imminent. Le décor situé derrière lui sert à indiquer le lieu de l'action, pour intégrer sa figure dans l'espace général. On n'y voit à peine que la meule de foin dans laquelle se trouvait la hutte qui lui a servi de cachette. Selon le critique d'art, le tableau est une combinaison réussie de poésie et de monumentalisme.
Des éléments de peinture de genre étaient déjà présents dans la peinture qui a précédé dans la vie du peintre Rylov, mais c'était au second plan et au niveau émotionnel seulement plutôt que narratif. Fiodoro-Davydov écrit à son propos : « Ce n'était pas tant un déploiement d'actions concrètes que des mouvements et des transitions dans les sentiments. …Il a toujours été plus musical et symphonique que littéraire et récitant ».
Les historiens d'art remarquent que les croquis préliminaires concernent principalement la recherche complexe des différents aspects de la nature et non de l'image du chef de la révolution. La figure de Lénine est parfois modifiée d'une esquisse à l'autre, mais c'est le paysage qui change le plus souvent : parfois au niveau des prairies, parfois pour les eaux du lac qui s'agitent au coucher du soleil. Arkadi Rylov fait observer lui-même que le paysage n'est pas seulement un fond pour le tableau mais est un élément constitutif de l'intrigue. Il doit être selon l'artiste un "accompagnement" de Lénine qui s'avance, s'inquiète et s'émeut. Finalement, ce paysage joue un rôle primordial dans la révélation de l'intrigue historique et révolutionnaire. Rylov reste ici fidèle à lui-même. La plénitude spirituelle de l'artiste lui permet de percevoir l'histoire révolutionnaire et moderne comme un motif en soi mais aussi comme une occasion de réaliser une expérience émotionnelle à partir de la nature. Cette toile d'Arkadi Rylov est l'une de ses rares œuvres réussies dans laquelle il donne à un personnage des traits réels et individuels. Ses tentatives de se tourner vers le genre du portrait ne lui ont pas apporté, malgré ses tentatives répétées, la satisfaction créative personnelle, ni la reconnaissance du public.